# Football League Fourth Division
Football League Fourth Division, oftast bara kallad Fourth Division, var en nationell professionell fotbollsdivision i England, som grundades inför säsongen 1958/59 och existerade till och med säsongen 1991/92. Den representerade den fjärde högsta nivån i det engelska ligasystemet, under Third Division.
Divisionens motsvarighet i dagens ligasystem heter League Two.
Divisionen bildades genom att de tidigare regionala divisionerna Third Division North och Third Division South delades upp i Third Division och Fourth Division. De tolv bästa klubbarna i varje division säsongen 1957/58 placerades i Third Division medan de tolv sämsta i varje division placerades i Fourth Division.
Fram till och med säsongen 1985/86 blev de fyra främsta klubbarna uppflyttade till Third Division, samtidigt som de fyra sämst placerade klubbarna i Third Division flyttades ned. Därefter avgjordes den fjärde uppflyttningsplatsen genom ett kvalspel (playoff), där under de två första säsongerna även den klubb som kom fjärde sist i Third Division deltog.
Ursprungligen skedde ingen automatisk nedflyttning från Fourth Division, men de fyra sista klubbarna fick ansöka om förnyat spel i The Football League till nästa säsong via en omröstning bland klubbarna i ligan. Från och med säsongen 1986/87 infördes automatisk nedflyttning av den sista klubben till Football Conference, men inga nedflyttningar skedde under divisionens sista två säsonger eftersom man skulle utöka antalet klubbar i The Football League.

## Ursprungliga klubbar
De ursprungliga 24 klubbarna som deltog då divisionen grundades inför säsongen 1958/59 var:
- Aldershot
- Barrow
- Bradford Park Avenue
- Carlisle United
- Chester
- Coventry City
- Crewe Alexandra
- Crystal Palace
- Darlington
- Exeter City
- Gateshead
- Gillingham
- Hartlepools United
- Millwall
- Northampton Town
- Oldham Athletic
- Port Vale
- Shrewsbury Town
- Southport
- Torquay United
- Walsall
- Watford
- Workington
- York City

## Mästare
Nedan följer en lista med mästare och uppflyttade klubbar per säsong:
| Säsong  | Mästare (antal titlar)  | Tvåa                            | Trea               | Övrig uppflyttad/ playoffvinnare   |
| ------- | ----------------------- | ------------------------------- | ------------------ | ---------------------------------- |
| 1958/59 | Port Vale               | Coventry City                   | York City          | Shrewsbury Town                    |
| 1959/60 | Walsall                 | Notts County                    | Torquay United     | Watford                            |
| 1960/61 | Peterborough United     | Crystal Palace                  | Northampton Town   | Bradford Park Avenue               |
| 1961/62 | Millwall                | Colchester United               | Wrexham            | Carlisle United                    |
| 1962/63 | Brentford               | Oldham Athletic                 | Crewe Alexandra    | Mansfield Town                     |
| 1963/64 | Gillingham              | Carlisle United                 | Workington         | Exeter City                        |
| 1964/65 | Brighton & Hove Albion  | Millwall                        | York City          | Oxford United                      |
| 1965/66 | Doncaster Rovers        | Darlington                      | Torquay United     | Colchester United                  |
| 1966/67 | Stockport County        | Southport                       | Barrow             | Tranmere Rovers                    |
| 1967/68 | Luton Town              | Barnsley                        | Hartlepools United | Crewe Alexandra                    |
| 1968/69 | Doncaster Rovers (2)    | Halifax Town                    | Rochdale           | Bradford City                      |
| 1969/70 | Chesterfield            | Wrexham                         | Swansea City       | Port Vale                          |
| 1970/71 | Notts County            | Bournemouth & Boscombe Athletic | Oldham Athletic    | York City                          |
| 1971/72 | Grimsby Town            | Southend United                 | Brentford          | Scunthorpe United                  |
| 1972/73 | Southport               | Hereford United                 | Cambridge United   | Aldershot                          |
| 1973/74 | Peterborough United (2) | Gillingham                      | Colchester United  | Bury                               |
| 1974/75 | Mansfield Town          | Shrewsbury Town                 | Rotherham United   | Chester                            |
| 1975/76 | Lincoln City            | Northampton Town                | Reading            | Tranmere Rovers                    |
| 1976/77 | Cambridge United        | Exeter City                     | Colchester United  | Bradford City                      |
| 1977/78 | Watford                 | Southend United                 | Swansea City       | Brentford                          |
| 1978/79 | Reading                 | Grimsby Town                    | Wimbledon          | Barnsley                           |
| 1979/80 | Huddersfield Town       | Walsall                         | Newport County     | Portsmouth                         |
| 1980/81 | Southend United         | Lincoln City                    | Doncaster Rovers   | Wimbledon                          |
| 1981/82 | Sheffield United        | Bradford City                   | Wigan Athletic     | Bournemouth                        |
| 1982/83 | Wimbledon               | Hull City                       | Port Vale          | Scunthorpe United                  |
| 1983/84 | York City               | Doncaster Rovers                | Reading            | Bristol City                       |
| 1984/85 | Chesterfield (2)        | Blackpool                       | Darlington         | Bury                               |
| 1985/86 | Swindon Town            | Chester City                    | Mansfield Town     | Port Vale                          |
| 1986/87 | Northampton Town        | Preston North End               | Southend United    | Aldershot                          |
| 1987/88 | Wolverhampton Wanderers | Cardiff City                    | Bolton Wanderers   | Swansea City                       |
| 1988/89 | Rotherham United        | Tranmere Rovers                 | Crewe Alexandra    | Leyton Orient                      |
| 1989/90 | Exeter City             | Grimsby Town                    | Southend United    | Cambridge United                   |
| 1990/91 | Darlington              | Stockport County                | Hartlepool United  | Peterborough United Torquay United |
| 1991/92 | Burnley                 | Rotherham United                | Mansfield Town     | Blackpool                          |